# Al-Baridi
Al-Baridí fou una nisba que van portar tres germans famosos fills d'un cap de comunicacions de Bàssora conegut com al-Baridí. Els tres germans són coneguts conjuntament com a Banu l-Baridí i foren caps militars xiïtes.
Els tres germans foren:
- Abu-Abd-Al·lah al-Baridí
- Abu-Yússuf Yaqub al-Baridí
- Abu-l-Hussayn al-Baridí

També va jugar cert paper Abu-l-Qàssim ibn Abi-Abd-Al·lah, fill del gran dels tres germans.

## Nota
1. ↑  Els cavalls de correus s'anomenaven barid derivats del llatí veredus i el grec beredos, al seu torn potser derivat d'una paraula assíria; als que es dedicaven a les comunicacions se'ls donava sovint la nisba d'al-Baridí.